# بخش ربط
بخش ربط شهرستان سردشت یکی از بخش‌های تابعه شهرستان سردشت در استان آذربایجان غربی در شمال غربی ایران است. و در سال ۱۳۹۹ با تصویب هیئت وزیران در ضلع شرقی شهرستان سردشت تأسیس شده‌است. با توجه به سرشماری سال ۱۳۹۵ جمعیت بخش ربط ۳۴٬۶۱۱ نفر می باشد.
مرکز بخش ربط، شهر ربط می‌باشد. مردم شهر و بخش ربط خواهان ارتقای این بخش به شهرستان مستقل از شهرستان سردشت هستند.

## تقسیمات کشوری
شهرها
- ربط
- نلاس

دهستان‌ها
- دهستان گورک سردشت
- دهستان باسک کولسه

بخش ربط شامل ۲ دهستان و ۱ شهر به شرح زیر است:
| نام دهستان        | مرکز دهستان | جمعیت دهستان ۱۳۹۵ | شهر      | جمعیت شهر ۱۳۹۵       |
| ----------------- | ----------- | ----------------- | -------- | -------------------- |
| دهستان گورک سردشت | سی‌سِر        | ۶٬۱۲۵ نفر         | ربط نلاس | ۱۵٬۷۵۰ نفر ۸٬۵۰۳ نفر |
| دهستان باسک کولسه | بریسو       | ۴٬۲۳۳ نفر         | ربط نلاس | ۱۵٬۷۵۰ نفر ۸٬۵۰۳ نفر |

## جمعیت
بنابر سرشماری مرکز آمار ایران، جمعیت بخش ربط شهرستان سردشت در سال ۱۳۹۵ برابر با ۳۴،۶۱۱ نفر بوده‌است.